# Brokuły z Torbole

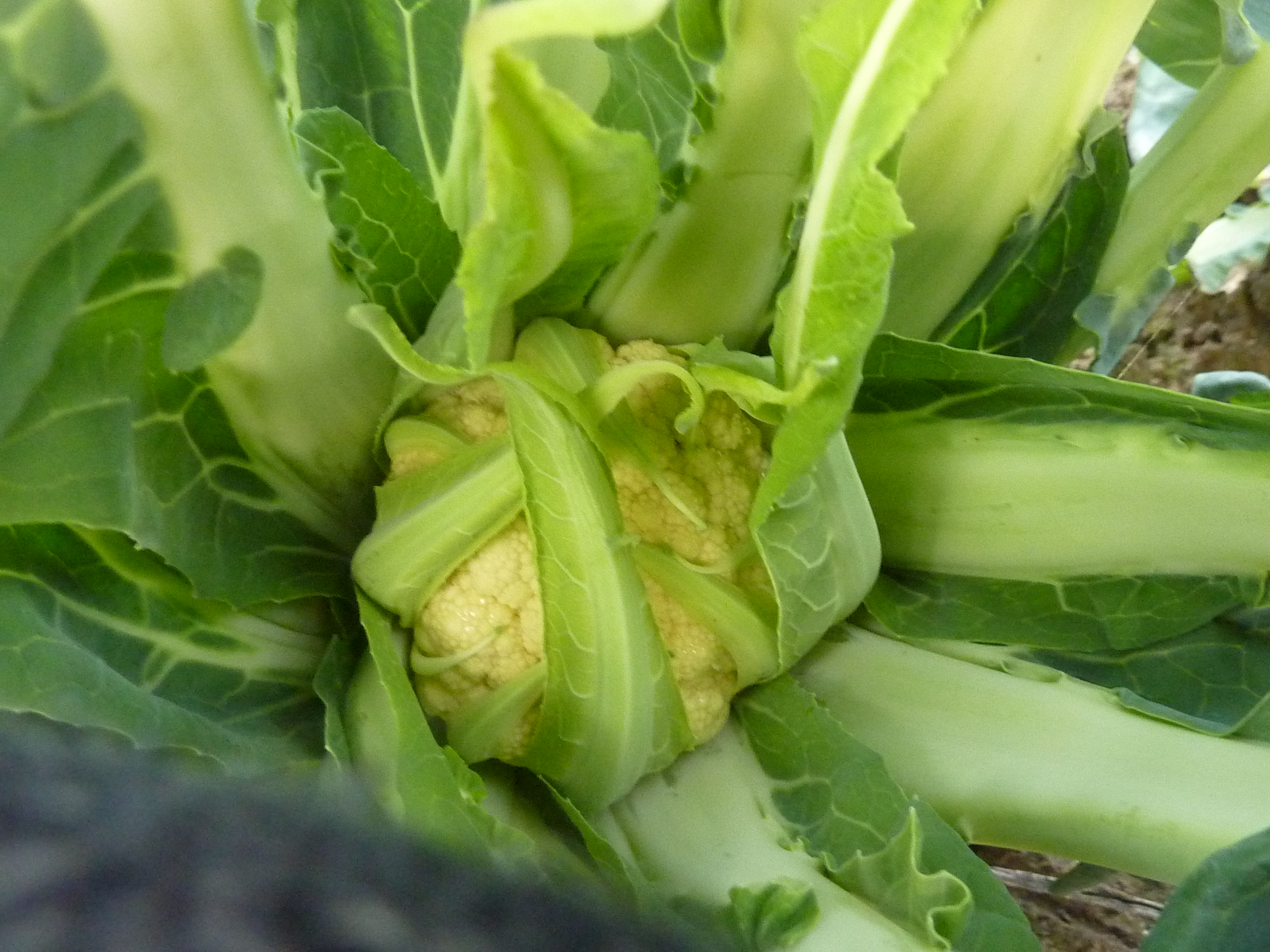
Brokuł z Torbole

Brokuły z Torbole (łac. Brassica oleracea var. botrytis, wł. Broccolo di Torbole) - odmiana kapusty warzywnej, uprawiana na terenie gminy Nago-Torbole w północnych Włoszech (region Trydent-Górna Adyga).
Odmiana została sprowadzona w XVIII wieku i rośnie w specyficznym mikroklimacie, jaki wytwarza się na styku Alp i jeziora Garda. Dorasta do trzech metrów i posiada żółte kwiatostany. Prace przy uprawie wykonywane są ręcznie. Zbiór następuje od listopada do lutego. Dzięki ciepłym powiewom z południa na kwiatach nie tworzy się lód, co mogłoby być szkodliwe dla smaku. Roczny zbiór to około 30.000 sztuk. Podawane są głównie w lokalnych restauracjach, gdyż nie nadają się do dłuższego transportu.
Walory spożywcze posiada sam kwiat, jak i wewnętrzne liście. Roślinę charakteryzuje stosunkowo delikatny smak. Podaje się ją do smażonych lub gotowanych ryb (np. lokalnych pstrągów z Gardy), mięsa wieprzowego i dziczyzny (także solonych).